# Pico La Calleta
El Pico La Calleta (8°48′54″N 70°42′39″O / 8.814960, -70.710807) es una formación de montaña ubicada en el extremo norte del Estado Mérida, Venezuela. A una altitud de 3.7118 m s. n. m. el Pico La Calleta es una de las montañas más altas en Venezuela. Constituye parte del límite nordeste con el Estado Barinas.

## Ubicación
El Pico La Calleta se encuentra en el límite norte de Mérida con el Estado Barinas, al sur de Mitisus y Pueblo Llano en Mérida y al este de la comunidad de Altamira en Barinas. Al norte continúa con el Cerro El Hatico.